# Technicolor Dreams
Technicolor Dreams è il terzo album degli A Toys Orchestra, pubblicato nel 2007 dalla Urtovox Records.

## Il disco
Il disco, pubblicato a tre anni di distanza dal precedente Cuckoo Boohoo, è stato prodotto da Dustin O'Halloran (Devics). Rispetto ai precedenti dischi, caratterizzati dal cosiddetto suono lo-fi, si caratterizza di un pop-rock d'ispirazione internazionale, con uno sguardo anche alle colonne sonore italiane degli anni '70.
Il brano Panic Attack #3 è una autocitazione che rimanda al disco precedente, in cui sono presenti Panic Attack #1 e #2. Tre brani del disco, in particolare Cornice Dance, Amnesy International e Technicolor dream fanno parte della colonna sonora del film The Beautiful Ordinary di Jess Manafort, uscito nelle sale statunitensi nella primavera del 2007.

## Tracce
Testi e musiche di A Toys Orchestra.
1. Invisible – 3:16
2. Cornice dance – 3:44
3. Mrs Macabrette – 3:27
4. Letter to myself – 4:25
5. Ease off the bit – 4:44
6. Powder on the words – 3:06
7. Amnesy International – 3:02
8. Santa Barbara – 3:06
9. Bug embrace – 2:51
10. Danish cookie blue box – 4:18
11. Technicolor dream – 3:28
12. Be 4 i walk away – 2:14
13. Panic attack #3 – 4:12

Durata totale: 45:53

## Formazione
- Enzo Moretto - voce, chitarra, piano, synth
- Ilaria D'Angelis - voce, synth, piano, chitarra, basso
- Fausto Ferrara - synth, pianoforte, fisarmonica
- Raffaele Benevento - basso, chitarra, voce
- Andrea Perillo - batteria